# 翰堂镇
翰堂镇，是中华人民共和国江西省宜春市上高县下辖的一个乡镇级行政单位。

## 行政区划
翰堂镇下辖以下地区：
翰堂社区、翰堂村、广坪村、钊田村、江边村、中楼村、下山村、陇塘村、有源村、磻村、棠陂村和密村。